# Sukolilo (Sukolilo)
Sukolilo is een bestuurslaag in het regentschap Pati van de provincie Midden-Java, Indonesië. Sukolilo telt 11.872 inwoners (volkstelling 2010).